# Itter-Quellen (NRW-Erweiterung des hessischen Ittertales)
Itter-Quellen (NRW-Erweiterung des hessischen Ittertales) este o arie protejată (arie specială de conservare — SAC, sit de importanță comunitară — SCI) din Germania întinsă pe o suprafață de 12,63 ha, integral pe uscat.

## Localizare
Centrul sitului Itter-Quellen (NRW-Erweiterung des hessischen Ittertales) este situat la coordonatele 51°14′59″N 8°37′01″E / 51.2497°N 8.6169°E.

## Înființare
Situl Itter-Quellen (NRW-Erweiterung des hessischen Ittertales) a fost declarat sit de importanță comunitară în martie 2001 pentru a proteja un număr necunoscut de specii din flora spontană și fauna sălbatică aflate în arealul zonei. Situl a fost protejat și ca arie specială de conservare în decembrie 2003.

## Biodiversitate
Situată în ecoregiunea continentală, aria protejată conține 1 habitat natural: Păduri de fag Luzulo-Fagetum.
La baza desemnării sitului se află un număr nedeclarat de specii protejate.